# Mainframe

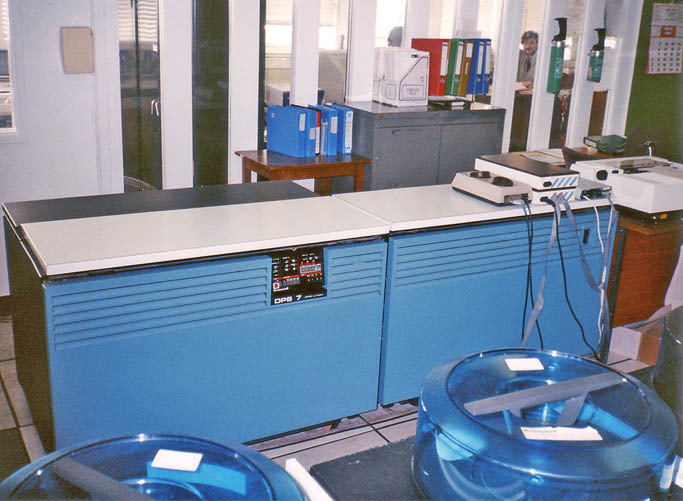
Mainframe Honeywell-Bull DPS 7, rok 1990

Mainframe computer, zkráceně mainframe (sálový počítač, střediskový počítač) je počítač používaný převážně velkými firmami pro kritické aplikace, často zahrnující zpracovávání velkých objemů dat. Mezi typické úlohy zpracovávané mainframy patří sčítání lidu, rozsáhlé statistické úlohy, ERP nebo finanční transakce. Většinou se jedná o sálové počítače, které byly konstruovány do enormních rozměrů v řádu místností. Později byl výraz mainframe používán pro komerční koncové počítače s méně výkonnými jednotkami, které se často skládaly z menších částí. Nyní tyto počítače patří mezi současnou nejvýkonnější dostupnou univerzální výpočetní techniku. Příkladem jsou počítače z řady IBM System/360, které byly poprvé představeny v roce 1965 (IBM z15 je nejnovější model). Systémy s podobnou funkcí označujeme jako servery, nicméně servery a mainframy nejsou totožné.
Některé systémy nekompatibilní s IBM System/360, odvozené nebo kompatibilní se staršími serverovými technologiemi mohou také být považovány za mainframy. To zahrnuje i Burroughovy velké systémy a systémy série UNIVAC 1100/2200. Většina velkých počítačů byla založena na této architektuře v 60. letech. Také mnoho definujících charakteristik mainframů bylo stanoveno v šedesátých letech, ale tyto charakteristiky se pořád vyvíjejí a zdokonalují až do současnosti.

## Popis
Hlavním rysem moderních mainframů není v první řadě výpočetní rychlost, ale spíše redundantní vnitřní návrh, který přináší vysokou spolehlivost, bezpečnost, široké možnosti připojení vstupně-výstupních zařízení, vysokou zpětnou kompatibilitu a schopnost práce s vysokou zátěží a masivní propustností. Často běží bez přerušení celé roky. Údržba, opravy a dokonce i softwarové a hardwarové vylepšení se provádí za běhu počítače. Například počítač ENIAC pracoval od roku 1947 do roku 1955 bez přerušení. Mainframy, které dodává IBM, jsou v posledním desetiletí upgradovány bez přerušení jejich funkce. Jeden z hlavních důvodů jejich dlouhé životnosti jsou aplikace, kde by byly prostoje drahé. Pojmy spolehlivost, dostupnost a užitečnost (RAS) definují charakteristiku mainframových počítačů.

## Historie
Většina mainframů v 60. letech neměla interaktivní rozhraní. Jejich vstupem byly sady děrných štítků, děrných pásek nebo magnetických pásek a operovaly výhradně v dávkovém režimu pro podporu interních kancelářských procesů, např. fakturace. Dálnopisná zařízení byla také běžná pro systémové operátory. Na počátku 70. let mnoho mainframů získalo interaktivní uživatelské rozhraní. Pracovaly jako počítače pro sdílení času podporující stovky nebo tisíce uživatelů souběžně s dávkovým zpracováním. Uživatelé získali přístup skrze specializované terminály nebo později z osobních počítačů, které byly vybaveny terminálovým emulačním softwarem. V 80. letech mnoho mainframů podporovalo grafické terminály (a terminálové emulace). Dnes mnoho mainframů částečně nebo zcela úplně nahrazuje klasické uživatelské terminálové přístupy webovým uživatelským rozhraním.